# 백만장자와 결혼하는 길
백만장자와 결혼하는 길은 한국에서 제작된 전홍직 감독의 1962년 영화이다. 김혜정 등이 주연으로 출연하였고 이성근 등이 제작에 참여하였다.

## 출연

### 주연
- 김혜정
- 이상사
- 방성자
- 손미희자

## 기타
- 조명: 최의정
- 미술: 홍성칠